# نبيل صمد
نبيل صمد (9 أكتوبر 1986 في بنغلاديش - ) (بالبنغالية: নাবিল সামাদ)‏ هو لاعب كريكت بنغلاديشي.

## وصلات خارجية
- نبيل صمد على موقع إي آس بي آن كريك إنفو (الإنجليزية)